# I Wish You Well
 (mai 2021).
Si vous disposez d'ouvrages ou d'articles de référence ou si vous connaissez des sites web de qualité traitant du thème abordé ici, merci de compléter l'article en donnant les références utiles à sa vérifiabilité et en les liant à la section « Notes et références ».
I Wish You Well est le premier titre sorti de l'album de 1995 du chanteur canadien Tom Cochrane, Ragged Ass Road. Inspiré par les expériences de Cochrane au cours des années qui ont suivi le succès de son album Mad Mad World, la chanson est sortie en août 1995 comme son premier single depuis 1992. 
Ce n'est que la deuxième chanson - et la première d'un artiste canadien - à faire ses débuts au sommet du Le palmarès canadien RPM Top Singles, donnant à Cochrane son deuxième single numéro un dans son pays d'origine, et il a également atteint le numéro trois du palmarès RPM Adult Contemporary. À l'extérieur du Canada, «I Wish You Well» a connu un succès fugace dans les charts au Royaume-Uni et aux États-Unis.

## Contexte
"I Wish You Well" a été écrit par Tom Cochrane, inspiré par la tourmente qu'il a vécue après le succès de Mad Mad World et la tournée pour soutenir l'album. Décrite par Cochrane comme «un flou», cette période a laissé sa vie familiale dans un état de désordre, y compris une année au cours de laquelle il s'est séparé avec sa femme, Kathleen. Selon Cochrane, "I Wish You Well" et Ragged Ass Road abordent ces problèmes et ce qu'il a appris de l'époque.

## Résultats au palmarès musical
Sorti en tant que single en août 1995, "I Wish You Well" a fait ses débuts au numéro un du palmarès canadien RPM Top Singles le 4 septembre 1995, devenant ainsi la deuxième chanson de l'histoire du palmarès à accomplir cet exploit (sans compter le premier numéro un du magazine), après "Do They Know It's Christmas?" de Band Aid? en 1985.  C'était aussi la première chanson d'un artiste canadien à faire ses débuts au premier rang. Le single est resté au sommet pendant une autre semaine, puis a chuté au numéro sept le 18 septembre. Il est resté dans le top 100 pendant 26 semaines, apparaissant pour la dernière fois au numéro 98 le 26 février 1996. C'était le quatrième single le plus réussi de 1995 au Canada  et il a également atteint la troisième place du classement RPM Adult Contemporary le 9 octobre 1995. 
La chanson n'a pas eu un impact commercial substantiel à l'extérieur du Canada, ne se situant qu'au Royaume-Uni et aux États-Unis. Dans ce dernier pays, il a atteint un sommet au numéro un du Billboard Bubbling Under Hot 100 le 18 novembre 1995. Au Royaume-Uni, la chanson a fait ses débuts et a culminé au numéro 93 le 15 octobre 1995, puis a quitté le top 100 le petit prochain